# Hadayang
Hadayang (kinesiska: 哈达阳, 哈达阳镇) är en köpinghuvudort i Kina. Den ligger i den autonoma regionen Inre Mongoliet, i den norra delen av landet, omkring 1 400 kilometer nordost om regionhuvudstaden Hohhot. Antalet invånare är 16 579. Befolkningen består av 8 010 kvinnor och 8 569 män. Barn under 15 år utgör 15,0 %, vuxna 15-64 år 78 %, och äldre över 65 år 5,0 %.
Runt Hadayang är det ganska glesbefolkat, med 34 invånare per kvadratkilometer. Närmaste större samhälle är Nenjiang, 13,5 km söder om Hadayang. Trakten runt Hadayang består till största delen av jordbruksmark.
Genomsnittlig årsnederbörd är 793 millimeter. Den regnigaste månaden är juli, med i genomsnitt 212 mm nederbörd, och den torraste är mars, med 11 mm nederbörd.